# Seznam dílů seriálu Odložené případy
Toto je seznam dílů seriálu Odložené případy. Americký detektivní seriál Odložené případy vysílala od září 2003 televizní stanice CBS. Do léta 2010 vzniklo a bylo odvysíláno celkem 156 dílů v 7 řadách.

## Přehled řad
| Řada | Díly | Premiéra v USA | Premiéra v USA  |
| Řada | Díly | První díl      | Poslední díl    |
| ---- | ---- | -------------- | --------------- |
| 1    | 23   | 28. září 2003  | 23. května 2004 |
| 2    | 23   | 3. října 2004  | 22. května 2005 |
| 3    | 23   | 25. září 2005  | 21. května 2006 |
| 4    | 24   | 24. září 2006  | 6. května 2007  |
| 5    | 18   | 23. září 2007  | 4. května 2008  |
| 6    | 23   | 28. září 2008  | 10. května 2009 |
| 7    | 22   | 27. září 2009  | 2. května 2010  |

## Seznam dílů
Tučně vyznačené skladby jsou součástí vydaného soundtracku.

### První řada (2003–2004)
| Č. v seriálu | Č. v řadě | Původní název                  | Český název           | Režie                 | Scénář                     | Datum premiéry     |
| --- | --------- | ------------------------------ | --------------------- | --------------------- | -------------------------- | ------------------ |
| 1 | 1         | Look Again                     | Když hradba povolí    | Mark Pellington       | Meredith Stiehm            | 28. září 2003      |
| Lilly Rushová je odvelena z vyšetřování trojnásobné vraždy, aby mohla pracovat na případu z roku 1976, ke kterému přidala svoje svědectví očitá svědkyně. (Hudba: 10CC - Im Not In Love, Creedence Clearwater Revival - Have You Ever Seen the Rain?) |           |                                |                       |                       |                            |                    |
| 2 | 2         | Gleen                          | Prášek                | Paris Barclay         | Jan Oxenberg               | 5. října 2003      |
| Na oddělení přišly dvě ženy a poprosily Lilly, jestli by neotevřela případ vraždy matky jedné z nich z roku 1983. (Hudba: Bryan Adams - Straight From The Heart, Bonnie Tyler - Total Eclipse of the Heart) |           |                                |                       |                       |                            |                    |
| 3 | 3         | Our Boy Is Back                | Náš chlapec se vrátil | Bryan Spicer          | Stacy Kravetz              | 12. října 2003     |
| Na oddělení přijde dopis od neznámého násilníka, který znásilnil několik žen a v roce 1998 zabil mladou dívku. (Hudba: Third Eye Blind - How's It Going To Be, Heroes - The Wallflowers) |           |                                |                       |                       |                            |                    |
| 4 | 4         | Churchgoing People             | Pobožní lidé          | Mark Pellington       | Meredith Stiehm            | 19. října 2003     |
| Na hřbitově je nalezena blouznící stará žena a je převezena na policii. Lilly se dozví, že manžel této ženy byl zavražděn v roce 1990, a rozhodne se případ vyřešit. (Hudba: George Michael - Faith, Madonna - Live to Tell) |           |                                |                       |                       |                            |                    |
| 5 | 5         | The Runner                     | Běžec                 | David Straiton        | Veena Cabreros Sud         | 26. října 2003     |
| V roce 1973 byl poblíž železniční stanice zastřelen policista, nyní se objevila zvuková nahrávka pocházející z vrahova auta. (Hudba: Gladys Knight - Midnight Train To Georgia, Bill Withers - Lean On Me) |           |                                |                       |                       |                            |                    |
| 6 | 6         | Love Conquers Al               | Halleyova kometa      | Greg Yaitanes         | Kim Newton                 | 9. listopadu 2003  |
| Na policii vyslechnou svědka, který tvrdí že vraždu mladé dívky v roce 1981 nespáchal člověk, který za to sedí ve vězení, ale někdo jiný. (Hudba: REO Speedwagon - Keep On Loving You, Styx - The Best Of Times, Kim Carnes - Bette Davis Eyes, Air Supply - Every Woman In The World, Billy Joel - She's Got a Way)                                     |           |                                |                       |                       |                            |                    |
| 7 | 7         | A Time to Hate                 | Třináctá komnata      | Deran Sarafian        | Jan Oxenberg               | 16. listopadu 2003 |
| Na policii přijde žena, která žádá vyšetření vraždy jejího syna v roce 1964, která by mohla souviset s jeho homosexualitou. (Hudba: Betty Everett - It's in His Kiss, The Byrds - Turn! Turn! Turn!) |           |                                |                       |                       |                            |                    |
| 8 | 8         | Fly Away                       | Babočkové odlétají    | James Whitmore mladší | Veena Cabreros Sud         | 30. listopadu 2003 |
| Žena, která v roce 2001 spadla z okna i se svojí dcerou, která však nepřežila, se probudí z kómatu a vyšetřovatelé začnou případ řešit. (Hudba: Azure Ray - Sleep, Do - Heaven) |           |                                |                       |                       |                            |                    |
| 9 | 9         | Sherry Darlin'                 | Pocit viny            | Rachel Talalay        | Sean Whitesell             | 7. prosince 2003   |
| Na policii zavolá muž, který se přihlásí k vraždě své babičky v roce 1989. Vyšetřovatelé ho začnou hledat. (Hudba: The Cure - Lovesong, Fine Young Cannibals - She Drives Me Crazy, Crowded House - Don't Dream It's Over, Don Henley - The End Of The Innocence)                                                                                        |           |                                |                       |                       |                            |                    |
| 10 | 10        | The Hitchhiker                 | Stopař                | Marita Grabiak        | Sean Whitesell             | 21. prosince 2003  |
| Detektivové řeší případ zastřeleného stopaře z roku 1997. (Hudba: Smash Mouth - Walkin' On The Sun, Blessed Union Of Souls - I Believe) |           |                                |                       |                       |                            |                    |
| 11 | 11        | Hubris                         | Ofelie                | Agnieszka Holland     | Stacy Kravetz a Kim Newton | 11. ledna 2004     |
| Na policii přijde učitel, který najde spojitost s případem vraždy své milenky v roce 1995, za který byl obviňován a který mu zničil kariéru. |           |                                |                       |                       |                            |                    |
| 12 | 12        | Glued                          | Lepidlo               | Peter Markle          | Tyler Bensinger            | 18. ledna 2004     |
| Stillman požádá Lilly, jestli by se nemohla podívat na případ vraždy malého chlapce z roku 1980, který se mu nikdy nepodařilo vyřešit. (Hudba: Jackson Browne - Running On Empty, Supertramp - The Logical Song, Paul Simon - Slip Slidin' Away, Genesis - Follow You Follow Me)                                                                         |           |                                |                       |                       |                            |                    |
| 13 | 13        | The Letter                     | Dopis                 | Tim Hunter            | Veena Cabreros Sud         | 25. ledna 2004     |
| Vnučka ženy, která byla v roce 1939 znásilněna a zabita, najde poslední dopis, jež napsala své dceři. |           |                                |                       |                       |                            |                    |
| 14 | 14        | The Boy in the Box             | Chlapec v krabici     | Karen Gaviola         | Meredith Stiehm            | 15. února 2004     |
| Na oddělení přijde kufr s věcmi po neznámém chlapci, který byl nalezen v roce 1958 v krabici od punče. (Hudba: Johnny Cash - You're The Nearest Thing To Heaven, The Everly Brothers - All I Have To Do Is Dream, Perry Como - Catch A Falling Star, Ricky Nelson - Sweeter Than You)                                                                    |           |                                |                       |                       |                            |                    |
| 15 | 15        | Disco Inferno                  | Požár na diskotéce    | James Whitmore mladší | Tyler Bensinger            | 22. února 2004     |
| Jsou nalezeny ostatky muže, který byl zastřelen těsně před požárem na jedné diskotéce v roce 1978, kde zemřelo dalších 23 lidí. (Hudba: The Trammps - Disco Inferno, Earth/Wind&Fire - After The Love Has Gone, ABBA - Dancing Queen, Gloria Gaynor - I Will Survive, Alicia Bridges - I Love The Nightlife, Chic - Le Freak, Donna Summer - Last Dance) |           |                                |                       |                       |                            |                    |
| 16 | 16        | Volunteers                     | Dobrovolníci          | Allison Anders        | Jan Oxenberg               | 7. března 2004     |
| Pod troskami zdemolované budovy jsou nalezena dvě těla, ženy a muže, kteří zemřeli v roce 1969. |           |                                |                       |                       |                            |                    |
| 17 | 17        | The Lost Soul of Herman Lester | Druhý příchod legendy | Tim Matheson          | Sean Whitesell             | 14. března 2004    |
| Mladému nadanému basketbalistovi někdo vyhrožuje, že skončí stejně jako jeho otec, který byl v roce 1987 zabit. |           |                                |                       |                       |                            |                    |
| 18 | 18        | Resolutions                    | Předsevzetí           | Alex Zakrzewski       | Kim Newton                 | 28. března 2004    |
| Abstinující alkoholička se svěří detektivům s obavou, že na Silvestra 1999 srazila muže a ujela. Vyšetřovatelé mohou začít. |           |                                |                       |                       |                            |                    |
| 19 | 19        | Late Returns                   | Pozdní návraty        | David Straiton        | Jay Beattie a Dan Dworkin  | 4. dubna 2004      |
| Detektivové jsou přivoláni k místu činu zastřelného muže, u něhož v domě najdou fotky ženy zavražděné v roce 1992. |           |                                |                       |                       |                            |                    |
| 20 | 20        | Greed                          | Dravec                | Karen Gaviola         | Stacy Kravetz              | 18. dubna 2004     |
| Vyšetřovatelé řeší případ z prostředí filadelfského obchodního světa. Obchodník, který má jít kvůli podvodům do vězení, totiž nabídne svědectví v případu vraždy z roku 1985. |           |                                |                       |                       |                            |                    |
| 21 | 21        | Maternal Instincts             | Mateřský instinkt     | Kevin Hooks           | Laurie Arent               | 25. dubna 2004     |
| Lindsay přivede detektivy k sedmnáctiletému vzdorovitému chlapci, který jim řekne, že byl svědkem vraždy svojí matky v roce 1989 a že si z té události pamatuje nějaké střípkovité informace. |           |                                |                       |                       |                            |                    |
| 22 | 22        | The Plan                       | Plán                  | Agnieszka Holland     | Veena Cabreros Sud         | 2. května 2004     |
| Na oddělení přijde papír se seznamem podivných úkolů týkajících se muže jménem Nash. To odstartuje vyšetřování údajné nehody z roku 1999, kdy byl učitel vojenské akademie nalezen v bazénu mrtvý. |           |                                |                       |                       |                            |                    |
| 23 | 23        | Lover's Lane                   | Ulička milenců        | Nelson McCormick      | Meredith Stiehm            | 23. května 2004    |
| Test DNA dokáže nevinu muže odsouzeného za znásilnění a vraždu mladé oblíbené dívky a pokus o vraždu jejího přítele z roku 1986, detektivové tedy musí zjistit, kdo je skutečným vrahem. |           |                                |                       |                       |                            |                    |

### Druhá řada (2004–2005)
| Č. v seriálu | Č. v řadě | Původní název          | Český název       | Režie                 | Scénář                          | Datum premiéry     |
| --- | --------- | ---------------------- | ----------------- | --------------------- | ------------------------------- | ------------------ |
| 24 | 1         | The Badlands           | Nebezpečná čtvrť  | Tim Matheson          | Chris Mundy                     | 3. října 2004      |
| (Hudba: Alicia Keys - If I Ain't Got You) |           |                        |                   |                       |                                 |                    |
| 25 | 2         | Factory Girls          | Děvčata z továrny | David Von Ancken      | Meredith Stiehm a Stacy Kravetz | 10. října 2004     |
| K Lilly se dostane vražda dělnice z roku 1943. |           |                        |                   |                       |                                 |                    |
| 26 | 3         | Daniela                | Daniela           | David Barrett         | Veena Cabreros Sud              | 17. října 2004     |
| Týraná žena přinese na policii kazetu, kterou našla u svého manžela, s brutálním videem, na kterém v roce 1979 manžel drží pistoli u hlavy nějaké dívce. Vyšetřovatelé musí zjistit, kdo ta dívka byla. (Hudba: Donna Summer - Bad Girls, My Sharonna, Village People - YMCA, KC&The Sunshine Band - Please Don't Go, David Gates - The Goodbye Girl) |           |                        |                   |                       |                                 |                    |
| 27 | 4         | The House              | Barák             | Alex Zakrzewski       | Sean Whitesell                  | 24. října 2004     |
| Před bývalým vězení jsou vykopány ostatky vězně, který se měl v roce 1968 pokusit o útěk, ale ostatky neodpovídají jeho popisu. Před detektivy tak stojí další záhada. |           |                        |                   |                       |                                 |                    |
| 28 | 5         | Who's Your Daddy?      | Kdo je tvůj táta? | Greg Yaitanes         | Tyler Bensinger                 | 31. října 2004     |
| Detektivy vyhledá mladá dívka kambodžského původu, která má podezření,že na internetu je ke koupi nabízen náramek její matky, která byla spolu s jejím otcem brutálně zastřelena v roce 1991. |           |                        |                   |                       |                                 |                    |
| 29 | 6         | The Sleepover          | Přespání          | Emilio Estevez        | Liz W. Garcia                   | 7. listopadu 2004  |
| Detektivové naleznou podivnou souvislost mezi vraždami dvou dívek z roku 1990 a ze současnosti. Obě byly shozeny ze strmého břehu do jezera a měly na sobě značky. |           |                        |                   |                       |                                 |                    |
| 30 | 7         | It's Raining Men       | Lidi prší         | Paul Holahan          | Jan Oxenberg                    | 14. listopadu 2004 |
| Na oddělení přijde muž, který žádá přešetření vraždy jeho přítele, kterého někdo uškrtil v roce 1983. Sám byl jedním z prvních nakažených HIV a byl podezřelý z jeho vraždy. |           |                        |                   |                       |                                 |                    |
| 31 | 8         | Red Glare              | Rudá záře         | Tim Matheson          | Jay Beattie a Dan Dworkin       | 21. listopadu 2004 |
| Starý muž požádá detektivy o prošetření vraždy jeho otce z roku 1953. Byl to komunista, což nebylo v době protikomunistické kampaně nejlepší. Detektivové začnou případ řešit. |           |                        |                   |                       |                                 |                    |
| 32 | 9         | Mind Hunters           | Lovec myšlenek    | Kevin Bray            | Veena Cabreros Sud              | 28. listopadu 2004 |
| Turisté najdou v rezervaci tělo nahé ženy bez hlavy, později je nalezeno dalších osm ženských těl, která jsou různě stará, a všechny jsou bez hlav. Detektivové mají co do činění s brutálním sériovým vrahem. Tato epizoda končí jako nevyřešený případ, ke kterému se detektivové vrátí v poslední epizodě této série - Les (The Woods).            |           |                        |                   |                       |                                 |                    |
| 33 | 10        | Discretion             | Dům               | James Whitmore mladší | Henry Robles                    | 19. prosince 2004  |
| Vdova po zástupci státního žalobce chce očistit jméno svého manžela, který byl ubodán v roce 2000 a byl údajně zapleten do zpronevěry. |           |                        |                   |                       |                                 |                    |
| 34 | 11        | Blank Generation       | Ztracená generace | David Barrett         | Chris Mundy                     | 9. ledna 2005      |
| Sestra mladíka, který patřil do jedné sekty a který se údajně sám otrávil kyanidem v roce 1978, najde důkazy, že jeho smrt nebyla sebevražda. Proto se detektivové k případu vracejí. |           |                        |                   |                       |                                 |                    |
| 35 | 12        | Yo, Adrian             | Ahoj, Adrian      | James Whitmore mladší | Sean Whitesell                  | 16. ledna 2005     |
| Na smrtelné posteli se bývalý profesionální rozhodčí přizná, že nezabránil smrti boxera, který zemřel při zápase v roce 1976. Před detektivy se otvírá nový případ. |           |                        |                   |                       |                                 |                    |
| 36 | 13        | Time to Crime          | Čas zabíjet       | Tim Hunter            | Tyler Bensinger                 | 30. ledna 2005     |
| Na policii se dostane zbraň, kterou někdo v roce 1987 zasáhl malou holčičku při střelbě v parku. |           |                        |                   |                       |                                 |                    |
| 37 | 14        | Revolution             | Revoluce          | Alex Zakrzewski       | Liz W. Garcia                   | 20. února 2005     |
| Je zatčen muž, jež se vrátil z Kanady, kam utekl v roce 1969, protože je podezřelý, že ve stejném roce zavraždil svou přítelkyni. |           |                        |                   |                       |                                 |                    |
| 38 | 15        | Wishing                | Přání             | Emilio Estevez        | Karin Lewicki                   | 6. března 2005     |
| K detektivům se dostane nevyřešený případ podivné smrti mentálně retardovaného chlapce, kterého v roce 1993 přejel vlak. |           |                        |                   |                       |                                 |                    |
| 39 | 16        | Revenge                | Pomsta            | David Von Ancken      | Jay Beattie                     | 13. března 2005    |
| Detektivové vyšetřují smrt chlapce Kyla, který se v roce 1998 pokoušel přeplavat řeku a utopil se, když utíkal před svými únosci. Bratr poručíka Stillmana detektivům poví o zpovědi jednoho člověka, který se prý podílel na Kylově únosu. |           |                        |                   |                       |                                 |                    |
| 40 | 17        | Schadenfreude          | Škodlibost        | Tim Matheson          | Gina Gionfriddo                 | 20. března 2005    |
| U mrtvé narkomanky je nalezen prsten ženy zavražděné v roce 1982, za její vraždu je zatčen manžel, ten však vinu popírá. Detektivové musí prokázat jeho vinu nebo nevinu. |           |                        |                   |                       |                                 |                    |
| 41 | 18        | Ravaged                | Spoušť            | James Whitmore mladší | Meredith Stiehm                 | 27. března 2005    |
| Detektivové otevřou odložený případ smrti matky dvou dětí a alkoholičky z roku 1995, jejíž smrt byla klasifikována jako nehoda. Její sestra totiž přijde s důležitým důkazem o vraždě. |           |                        |                   |                       |                                 |                    |
| 42 | 19        | Strange Fruit          | Divné ovoce       | Paris Barclay         | Veena Cabreros Sud              | 3. dubna 2005      |
| Detektivové otevírají případ vraždy mladého černošského chlapce, který se zastal v roce 1963 znásilněné černošky a chtěl po policii vyšetření, pár dní na to ho našel mrtvého malý Will Jeffreis. |           |                        |                   |                       |                                 |                    |
| 43 | 20        | Kensington             | Kensington        | Bill Eagles           | Sean Whitesell                  | 24. dubna 2005     |
| V roce 1984 byl zabit muž, vraždu označili jako loupežné přepadení. S tím ale nesouhlasí synovec zavražděného a žádá přešetření, protože se nedávno ve vězení setkal s mužem, který jeho strýce okradl, když už byl mrtvý. |           |                        |                   |                       |                                 |                    |
| 44 | 21        | Creatures of the Night | Noční nestvůry    | Alex Zakrzewski       | Tyler Bensinger                 | 1. května 2005     |
| Má dojít k propuštění sériového vraha, ale soud požádá oddělení vražd o přešetření, protože si není jistý, jestli tento muž neuškrtil v roce 1977 hotelového vrátného na nástupišti metra. |           |                        |                   |                       |                                 |                    |
| 45 | 22        | Best Friends           | Nejlepší přátelé  | Mark Pellington       | Liz W. Garcia                   | 8. května 2005     |
| V řece je nalezeno auto z roku 1932, které patřilo pašerákovi alkoholu, a v něm kostra mladé ženy. Detekivové musí vyšetřit, co se stalo. |           |                        |                   |                       |                                 |                    |
| 46 | 23        | The Woods              | Les               | Nelson McCormick      | Veena Cabreros Sud              | 22. května 2005    |
| Detektivové se vracejí k sériovému vrahovi Georgu Marksovi, kterého před několika měsíci nemohli obvinit, pro nedostatek důkazů. Teď je totiž nalezeno 9 lebek zakopaných na zahradě jeho domu. Otevírá se znovu případ z 9. epizody Lovec myšlenek (Mind Hunters).                                                                                   |           |                        |                   |                       |                                 |                    |

### Třetí řada (2005–2006)
| Č. v seriálu | Č. v řadě | Původní název               | Český název                    | Režie                 | Scénář                                                 | Datum premiéry     |
| --- | --------- | --------------------------- | ------------------------------ | --------------------- | ------------------------------------------------------ | ------------------ |
| 47 | 1         | Family                      | Rodina                         | Mark Pellington       | Meredith Stiehm                                        | 25. září 2005      |
| Na policii přijde mladá dívka s tím, že se jí ozval člověk, který tvrdí, že je její otec. Její pravý otec byl však zavražděn v roce 1988 na absolventském večírku a matka jí vyhodila do kontejneru.                                       |           |                             |                                |                       |                                                        |                    |
| 48 | 2         | The Promise                 | Slib                           | Paris Barclay         | Veena Cabreros Sud                                     | 2. října 2005      |
| Otec dívky, která uhořela na párty v roce 2004, přijde na policii s fotografií z té párty, kterou našel v jejím emailu. Na fotografii dívku někdo nutí pít alkohol.                                                                        |           |                             |                                |                       |                                                        |                    |
| 49 | 3         | Bad Night                   | Osudová chyba                  | Kevin Bray            | Andrea Newman                                          | 9. října 2005      |
| Matka, které někdo zavraždil v roce 1978 syna Anguse, najde dopis, ve kterém Angus žádá o ruku svojí kamarádku, a chce, aby by byla jeho vražda prověřena.                                                                                 |           |                             |                                |                       |                                                        |                    |
| 50 | 4         | Colors                      | Barvy                          | Paris Barclay         | Sean Whitesell                                         | 16. října 2005     |
| Detektivové vyšetřují vraždu velmi nadějného mladého černošského baseballisty z roku 1945, který chtěl těsně před svou smrtí s baseballem skončit kvůli své lásce.                                                                         |           |                             |                                |                       |                                                        |                    |
| 51 | 5         | Committed                   | Uvězněná                       | Alex Zakrzewski       | Liz W. Garcia                                          | 23. října 2005     |
| Detektivové vyšetřují vraždu ženy trpící maniodepresí pohřešované od roku 1954 poté, co zemře žena, která se za ní několik desítek let vydávala.                                                                                           |           |                             |                                |                       |                                                        |                    |
| 52 | 6         | Saving Patrick Bubley       | Zachraňte Patricka Bubleyho    | Marcos Siega          | Tyler Bensinger a Karin Lewicki                        | 6. listopadu 2005  |
| Ve městě dojde k přestřelce gangů, při které je zabit poslední živý ze čtyř synů paní Bubleyové. Ukazuje se, že její synové umírali v dvouletých intervalech, což není jen náhoda.                                                         |           |                             |                                |                       |                                                        |                    |
| 53 | 7         | Start-Up                    | Rozjezd                        | James Whitmore mladší | Karin Lewicki                                          | 13. listopadu 2005 |
| Ve firemním počítači je nalezen výhrůžný dopis adresovaný spolumajitelce firmy, která zemřela údajně na infarkt v roce 1998. Tento dopis ale dokazuje, že to nebyla náhoda.                                                                |           |                             |                                |                       |                                                        |                    |
| 54 | 8         | Honor                       | Čest                           | Paris Barclay         | Craig Turk                                             | 20. listopadu 2005 |
| V starém domě je nalezena krabice se zajateckými náramky válečného hrdiny, který se vrátil z války ve Vietnamu v roce 1972 a za pár měsíců ho někdo zavraždil. Pro poručíka Stillmana je srdeční záležitostí vyřešit tento případ.         |           |                             |                                |                       |                                                        |                    |
| 55 | 9         | A Perfect Day               | Perfektní den                  | Roxann Dawsonová      | Veena Cabreros Sud                                     | 27. listopadu 2005 |
| Rybář vyloví z řeky malou kostru holčičky, která tam ležela od roku 1965. Detektivové zjistí, že byla týrána a začnou případ řešit. Zveřejní zrekonstruovaný obličej a přihlásí se na něj jedna žena, která tvrdí, že to je ona.           |           |                             |                                |                       |                                                        |                    |
| 56 | 10        | Frank's Best                | Frankovy lahůdky               | Michael Schultz       | Andrea Newman                                          | 18. prosince 2005  |
| Právnička, která neúspěšně obhajovala ilegálního přistěhovalce obviněného z vraždy jeho zaměstnavatele v roce 2001, požádá detektivy o přešetření, protože jeho bratr si je jist, že je nevinný.                                           |           |                             |                                |                       |                                                        |                    |
| 57 | 11        | 8 Years                     | 8 let                          | Mark Pellington       | Meredith Stiehm                                        | 8. ledna 2006      |
| Někdo policii dá zprávu, že viděl možnou svědkyni vraždy z roku 1988, kdy byl na dálnici zastřelen muž a ona zraněna. |           |                             |                                |                       |                                                        |                    |
| 58 | 12        | Detention                   | Po škole                       | Jessica Landaw        | Liz W. Garcia                                          | 15. ledna 2006     |
| Po smrti školníka je v jeho bytě nalezena polovina dopisu, jehož druhou polovinu měl v ruce student, který v roce 1994 spáchal sebevraždu skokem ze střechy školy. Detektivové tuší, že to nebyla náhoda a rozjíždí vyšetřování.           |           |                             |                                |                       |                                                        |                    |
| 59 | 13        | Debut                       | Debut                          | Tim Hunter            | Karin Lewicki a Kate Purdy                             | 29. ledna 2006     |
| Matka dcery zavražděné v roce 1968 shozením ze schodů na plesu debutantek je přesvědčena, že její dceru zabil muž, kterému nedávno zemřela manželka stejným způsobem.                                                                      |           |                             |                                |                       |                                                        |                    |
| 60 | 14        | Dog Day Afternoons          | Odpoledne pod psa              | Craig Ross mladší     | Sean Whitesell                                         | 26. února 2006     |
| Detektivové začnou vyšetřovat vraždu pokladní, která byla v roce 2000 zastřelena při bankovním přepadení, protože se na stejné pobočce odehraje stejné přepadení znovu.                                                                    |           |                             |                                |                       |                                                        |                    |
| 61 | 15        | Sanctuary                   | Azyl                           | Alex Zakrzewski       | Steve Sharlet                                          | 12. března 2006    |
| Při policejním zátahu je zatčen drogový dealer, který je podezřelý, že v roce 1998 zabil a rozřezal mladou ženu. V jeho službách v té době pracoval jako policista v přestrojení Scotty Valens. Případ se začne přešetřovat.               |           |                             |                                |                       |                                                        |                    |
| 62 | 16        | One Night                   | Jednou večer                   | Nicole Kassell        | Veena Cabreros Sud                                     | 19. března 2006    |
| Na oddělení přijde muž, který se přizná k tomu, že v roce 1980 zaživa pohřbil chlapce a že to udělal dnes znovu. Detektivové musí sériového vraha přesvědčit, aby jim řekl místo, kam pohřbil toho druhého chlapce, ale není to tak lehké. |           |                             |                                |                       |                                                        |                    |
| 63 | 17        | Superstar                   | Superhvězda                    | Bill Eagles           | Patricia A. Fullerton, Craig S. O'Neill a Jason Tracey | 26. března 2006    |
| Sestra tenisové hvězdy uškrcené v roce 1973 najde ručník, který je napuštěn dusičnanem sodným. Detektivové tak mohou otevřít případ a najít vraha.                                                                                         |           |                             |                                |                       |                                                        |                    |
| 64 | 18        | Willkommen                  | Vítejte!                       | Paris Barclay         | Andrea Newman                                          | 2. dubna 2006      |
| Majitelka divadla při stěhování najde pistoli, která zabíjela. Nesmělý taxikář se v roce 2002 po dlouhém rozhodování přihlásil na konkurz do muzikálu Kabaret a uspěl. O několik týdnů později byl nalezen mrtvý.                          |           |                             |                                |                       |                                                        |                    |
| 65 | 19        | Beautiful Little Fool       | Krásný blázínek                | Kevin Bray            | Liz W. Garcia                                          | 9. dubna 2006      |
| Pravnučka mladé ženy, která byla zavražděna v roce 1929, požádá detektivy, aby objasnili okolnosti její vraždy a našli vraha. |           |                             |                                |                       |                                                        |                    |
| 66 | 20        | Death Penalty: Final Appeal | Trest smrti: Poslední odvolání | Alex Zakrzewski       | Sean Whitesell                                         | 16. dubna 2006     |
| Detektivu Jeffriesovi zavolá vězeň odsouzený k smrti za vraždu dívky z roku 1994, aby dokázal jeho nevinu. Vyšetřování ale zkomplikuje zástupce státního návladního.                                                                       |           |                             |                                |                       |                                                        |                    |
| 67 | 21        | The Hen House               | Kurník                         | David Von Ancken      | Craig Turk                                             | 30. dubna 2006     |
| Novinář Sentinelu najde staré věci po novinářce, která byla v roce 1945 shozena pod vlak, mezi nimi i vzkaz o setkání na nádraží, kde zemřela. Vyšetřování může začít.                                                                     |           |                             |                                |                       |                                                        |                    |
| 68 | 22        | The River                   | Řeka                           | Craig Ross mladší     | Liz Garcia                                             | 7. května 2006     |
| Vyléčená černošská narkomanka je rozhodnuta změnit svou výpověď v případu vraždy doktora z roku 1984. Řekne detektivům, že doktora zastřelil běloch a ne černoch, jak se předpokládalo.                                                    |           |                             |                                |                       |                                                        |                    |
| 69 | 23        | Joseph                      | Joseph                         | Roxann Dawsonová      | Liz W. Garcia a Andrea Newman                          | 21. května 2006    |
| Někdo se pokusí použít kreditní kartu rok mrtvého muže, který byl v roce 2005 zastřelen, když měl svědčit u soudu jako svědek vraždy. Detektivové se začnou o případ zajímat.                                                              |           |                             |                                |                       |                                                        |                    |

### Čtvrtá řada (2006–2007)
| Č. v seriálu | Č. v řadě | Původní název        | Český název                  | Režie            | Scénář                 | Datum premiéry     |
| --- | --------- | -------------------- | ---------------------------- | ---------------- | ---------------------- | ------------------ |
| 70 | 1         | Rampage              | Běsnění                      | Mark Pellington  | Veena Cabreros Sud     | 24. září 2006      |
| V nákupním centru je nalezena kazeta se záznamem masakru, který způsobili dva mladíci, když zde v roce 1995 zastřeli 15 lidí a pak sami sebe. Detektivům dojde, že musí existovat ještě jeden člověk, který to celé natáčel. (Hudba: Joan Osborne - One of Us) |           |                      |                              |                  |                        |                    |
| 71 | 2         | The War at Home      | Válka doma                   | Alex Zakrzewski  | Samantha Howard Corbin | 1. října 2006      |
| Potápěči najdou v řece ruční protézu a kostru ženy, kterou někdo shodil z mostu v roce 2004, což bylo pár měsíců potom, co se vrátila z války v Iráku. Detektivové začnou podezřívat manžela.                                                                  |           |                      |                              |                  |                        |                    |
| 72 | 3         | Sandhogs             | Barabové                     | David Von Ancken | Greg Plageman          | 8. října 2006      |
| Při rozšiřování filadelfského metra je nalezena kostra horníka pracujícího v tunelu, který se pohřešuje od roku 1945. Detektivové mají tušení, že to nebyla jen pouhá nehoda, ale že za tím stojí lidé.                                                        |           |                      |                              |                  |                        |                    |
| 73 | 4         | Baby Blues           | Po porodu                    | David Barrett    | Liz W. Garcia          | 15. října 2006     |
| Frannie Chingová najde nesrovnalost v případu smrti šestiměsíčního kojence Iris z roku 1982, protože měla po smrti mokré vlasy, což odporuje teorii, že zemřela na syndrom náhlého úmrtí kojenců.                                                              |           |                      |                              |                  |                        |                    |
| 74 | 5         | Saving Sammy         | Zachraňte Sammyho            | Paris Barclay    | Tyler Bensinger        | 22. října 2006     |
| Joseph upozorní detektivy na autistického chlapce, kterému v roce 2003 někdo zastřelil rodiče přímo před jeho zraky. Vyšetřování komplikuje chlapcovo onemocnění.                                                                                              |           |                      |                              |                  |                        |                    |
| 75 | 6         | Static               | Píseň pro dceru              | Kevin Bray       | Gavin Harris           | 29. října 2006     |
| 76 | 7         | The Key              | Klíč                         | David Barrett    | Jennifer M. Johnson    | 5. listopadu 2006  |
| 77 | 8         | Fireflies            | Světlušky                    | Marcos Siega     | Erica Shelton          | 12. listopadu 2006 |
| 78 | 9         | Lonely Hearts        | Osamělá srdce                | John Peters      | Liz W. Garcia          | 19. listopadu 2006 |
| Detektivové řeší případ třicetileté Marthy Packové zavražděné v roce 1989. |           |                      |                              |                  |                        |                    |
| 79 | 10        | Forever Blue         | Navždy modrá                 | Jeannot Szwarc   | Tom Pettit             | 3. prosince 2006   |
| 80 | 11        | The Red and the Blue | Červení a modří              | Steve Boyum      | Meredith Stiehm        | 10. prosince 2006  |
| K detektivům přijde bývalý Jeffrisův parťák se zbraní, která v roce 2000 zastřelila kovboje z Tennessee. |           |                      |                              |                  |                        |                    |
| 81 | 12        | Knuckle Up           | Zatnout pěsti                | David Barrett    | Greg Plageman          | 7. ledna 2007      |
| 82 | 13        | Blackout             | Výpadek proudu               | Seith Mann       | Tyler Bensinger        | 14. ledna 2007     |
| V roce 1996 našli v bazénu mrtvou ženu. |           |                      |                              |                  |                        |                    |
| 83 | 14        | 8:03 AM              | V 8 hodin 3 minuty           | Alex Zakrzewski  | Veena Cabreros Sud     | 28. ledna 2007     |
| 84 | 15        | Blood on the Tracks  | Krev ve stopách              | Kevin Bray       | Gavin Harris           | 18. února 2007     |
| 85 | 16        | The Good-Bye Room    | Místnost, kde se dává sbohem | Holly Dale       | Jennifer M. Johnson    | 4. března 2007     |
| Na oddělení přijde žena a prosí detektivy jestli by nevyřešili vraždu její matky v roce 1964. |           |                      |                              |                  |                        |                    |
| 86 | 17        | Shuffle, Ball Change | Přísun, krok                 | Mark Pellington  | Liz W. Garcia          | 11. března 2007    |
| 87 | 18        | A Dollar, a Dream    | Sen o dolarech               | Chris Fisher     | Erica Shelton          | 18. března 2007    |
| 88 | 19        | Offender             | Pedofil                      | David Barrett    | Greg Plageman          | 25. března 2007    |
| Scottymu zavolá muž a přeje si aby vyřešili vraždu jeho syna Claye z roku 1987, za kterou neprávem seděl. |           |                      |                              |                  |                        |                    |
| 89 | 20        | Stand Up and Holler  | Postav se a zakřič           | John Peters      | Greg Plageman          | 1. dubna 2007      |
| Detektivové řeší případ školačky, nalezenou na školním hřišti mrtvou v roce 1997. |           |                      |                              |                  |                        |                    |
| 90 | 21        | Torn                 | Rozpolcená                   | Kevin Bray       | Tyler Bensinger        | 8. dubna 2007      |
| 91 | 22        | Cargo                | Lodní náklad                 | Andy García      | Tom Pettit             | 15. dubna 2007     |
| 92 | 23        | The Good Death       | Smrt z milosti               | Paris Barclay    | Gavin Harris           | 29. dubna 2007     |
| 93 | 24        | Stalker              | Šmírák                       | Alex Zakrzewski  | Veena Cabreros Sud     | 6. května 2007     |

### Pátá řada (2007–2008)
| Č. v seriálu | Č. v řadě | Původní název      | Český název         | Režie             | Scénář                             | Datum premiéry     |
| ------------ | --------- | ------------------ | ------------------- | ----------------- | ---------------------------------- | ------------------ |
| 94           | 1         | Thrill Kill        | Thrill Kill         | Alex Zakrzewski   | Veena Cabreros Sud                 | 23. září 2007      |
| 95           | 2         | That Woman         | Ta žena             | Roxann Dawsonová  | Liz W. Garcia                      | 30. září 2007      |
| 96           | 3         | Running Around     | Vyjížďka            | Holly Dale        | Jennifer M. Johnson                | 7. října 2007      |
| 97           | 4         | Devil Music        | Ďábelská hudba      | Chris Fisher      | Kate Purdy                         | 14. října 2007     |
| 98           | 5         | Thick As Thieves   | Spřízněni zlodějnou | Holly Dale        | Christopher Silber                 | 21. října 2007     |
| 99           | 6         | Wunderkind         | Zázračné dítě       | Kevin Bray        | Greg Plageman                      | 28. října 2007     |
| 100          | 7         | World's End        | Konec světa         | Roxann Dawsonová  | Gavin Harris                       | 4. listopadu 2007  |
| 101          | 8         | It Takes a Village | Obecná odpovědnost  | Kevin Bray        | Erica Shelton                      | 11. listopadu 2007 |
| 102          | 9         | Boy Crazy          | Šílená po klucích   | Holly Dale        | Joanna Lovinger                    | 18. listopadu 2007 |
| 103          | 10        | Justice            | Spravedlnost        | Agnieszka Holland | Veena Cabreros Sud                 | 25. listopadu 2007 |
| 104          | 11        | Family 8108        | Rodina              | Jeannot Szwarc    | Kellye Garrett a Elizabeth Randall | 9. prosince 2007   |
| 105          | 12        | Sabotage           | Sabotáž             | Nicole Kassell    | Greg Plageman                      | 6. ledna 2008      |
| 106          | 13        | Spiders            | Pavouci             | John Peters       | Liz W. Garcia                      | 17. února 2008     |
| 107          | 14        | Andy in C Minor    | Andy v C moll       | Jeannot Szwarc    | Gavin Harris                       | 30. března 2008    |
| 108          | 15        | The Road           | Cesta               | Holly Dale        | Jennifer M. Johnson                | 6. dubna 2008      |
| 109          | 16        | Bad Reputation     | Špatná pověst       | Alex Zakrzewski   | Christopher Silber                 | 13. dubna 2008     |
| 110          | 17        | Slipping           | Šílenství           | Kevin Bray        | Erica Shelton                      | 27. dubna 2008     |
| 111          | 18        | Ghost of My Child  | Duch mého dítěte    | Roxann Dawsonová  | Liz W. Garcia                      | 4. května 2008     |

### Šestá řada (2008–2009)
| Č. v seriálu | Č. v řadě | Původní název               | Český název                   | Režie                | Scénář                              | Datum premiéry     |
| ------------ | --------- | --------------------------- | ----------------------------- | -------------------- | ----------------------------------- | ------------------ |
| 112          | 1         | Glory Days                  | Dny slávy                     | Roxann Dawsonová     | Gavin Harris                        | 28. září 2008      |
| 113          | 2         | True Calling                | To pravé povolání             | Paris Barclay        | Christopher Silber                  | 5. října 2008      |
| 114          | 3         | Wednesday's Women           | Středeční ženy                | John Finn            | Erica Shelton                       | 12. října 2008     |
| 115          | 4         | Roller Girl                 | Bruslařka                     | Holly Dale           | Elle Triedman                       | 19. října 2008     |
| 116          | 5         | Shore Leave                 | Propustka na břeh             | Alex Zakrzewski      | Elwood Reid                         | 26. října 2008     |
| 117          | 6         | The Dealer                  | Autosalon                     | Chris Fisher         | Greg Plageman                       | 2. listopadu 2008  |
| 118          | 7         | One Small Step              | Jeden malý krůček pro lidstvo | David Von Ancken     | Taylor Elmore                       | 9. listopadu 2008  |
| 119          | 8         | Triple Threat               | Trojí ohrožení                | Kevin Bray           | Kathy Ebel                          | 16. listopadu 2008 |
| 120          | 9         | Pin Up Girl                 | Děvče z magazínu              | Chris Fisher         | Gavin Harris                        | 23. listopadu 2008 |
| 121          | 10        | Street Money                | Jiná kampaň                   | Carlos Avila         | Christopher Silber                  | 30. listopadu 2008 |
| 122          | 11        | Wings                       | Křídla                        | David Von Ancken     | Jennifer M. Johnson                 | 21. prosince 2008  |
| 123          | 12        | Lotto Fever                 | Loterijní horečka             | Agnieszka Holland    | John Brian King                     | 4. ledna 2009      |
| 124          | 13        | Breaking News               | Nejnovější zprávy             | Holly Dale           | Erica Shelton                       | 11. ledna 2009     |
| 125          | 14        | The Brush Man               | Kartáčník                     | Roxann Dawsonová     | Elwood Reid                         | 25. ledna 2009     |
| 126          | 15        | Witness Protection          | Program ochrany svědků        | Alex Zakrzewski      | Elle Triedman                       | 15. února 2009     |
| 127          | 16        | Jackals                     | Šakalové                      | Marcos Siega         | Taylor Elmore                       | 8. března 2009     |
| 128          | 17        | Officer Down                | Jeffriesův boj                | Alex Zakrzewski      | Christopher Silber                  | 15. března 2009    |
| 129          | 18        | Mind Games                  | Vnitřní hlas                  | Donald Thorin mladší | Gavin Harris                        | 22. března 2009    |
| 130          | 19        | Libertyville                | Americký sen                  | Marcos Siega         | Kathy Ebel                          | 29. března 2009    |
| 131          | 20        | Stealing Home               | Sen o svobodě                 | Kevin Bray           | Danny Pino a Elwood Reid            | 12. dubna 2009     |
| 132          | 21        | November 22nd               | Den kdy došlo k atentátu      | Jeannot Szwarc       | Ryan Farley                         | 26. dubna 2009     |
| 133          | 22        | The Long Blue Line (Part 1) | Kodex cti (1. část)           | Roxann Dawsonová     | Jennifer M. Johnson a Greg Plageman | 3. května 2009     |
| 134          | 23        | Into The Blue (Part 2)      | Rodinná tradice (2. část)     | Jeannot Szwarc       | Jennifer M. Johnson a Greg Plageman | 10. května 2009    |

### Sedmá řada (2009–2010)
| Č. v seriálu | Č. v řadě | Původní název              | Český název                 | Režie                 | Scénář                          | Datum premiéry     |
| ------------ | --------- | -------------------------- | --------------------------- | --------------------- | ------------------------------- | ------------------ |
| 135          | 1         | The Crossing               | Poslední plavba             | Alex Zakrzewski       | Taylor Elmore                   | 27. září 2009      |
| 136          | 2         | Hood Rats                  | Skateboarďáci               | Chris Fisher          | Elwood Reid                     | 4. října 2009      |
| 137          | 3         | Jurisprudence              | Jurisprudence               | Holly Dale            | Christopher Silber              | 11. října 2009     |
| 138          | 4         | Soul                       | Duše                        | John F. Showalter     | Ryan Farley                     | 25. října 2009     |
| 139          | 5         | WASP                       | Ženy na křídlech            | Chris Fisher          | Denise Thé                      | 1. listopadu 2009  |
| 140          | 6         | Dead Heat                  | Poslední dostih             | Nathan Hope           | Adam Glass                      | 8. listopadu 2009  |
| 141          | 7         | Read Between the Lines     | Číst mezi řádky             | Kevin Bray            | Erica L. Anderson               | 15. listopadu 2009 |
| 142          | 8         | Chinatown                  | Čínská čtvrť                | David Von Ancken      | Alicia Kirk                     | 22. listopadu 2009 |
| 143          | 9         | Forensics                  | Debatní kroužek             | Holly Dale            | Jerome Schwartz                 | 6. prosince 2009   |
| 144          | 10        | Iced                       | Vražda na ledě              | Peter Medak           | Taylor Elmore                   | 13. prosince 2009  |
| 145          | 11        | The Good Soldier           | Voják jak se patří          | Gwyneth Horder-Payton | Christopher Silber              | 10. ledna 2010     |
| 146          | 12        | The Runaway Bunny          | Bunny na útěku              | John Finn             | Elwood Reid                     | 17. ledna 2010     |
| 147          | 13        | Bombers                    | Vražedné graffiti           | Janice Cooke-Leonard  | Gina Gionfriddo                 | 14. února 2010     |
| 148          | 14        | Metamorphosis              | Proměna                     | Chris Fisher          | Adam Glass a Danny Pino         | 21. února 2010     |
| 149          | 15        | Two Weddings               | Dvě svatby                  | Nathan Hope           | Meredith Stiehm                 | 28. února 2010     |
| 150          | 16        | One Fall                   | Osudový pád                 | Don Thorin mladší     | Ryan Farley                     | 14. března 2010    |
| 151          | 17        | Flashover                  | Vzplanutí                   | Jeannot Szwarc        | Greg Plageman                   | 21. března 2010    |
| 152          | 18        | The Last Drive-In (Part 1) | Poslední autokino (1. část) | Chris Fisher          | Elwood Reid                     | 28. března 2010    |
| 153          | 19        | Bullet (Part 2)            | Kulka (2. část)             | John F. Showalter     | Christopher Silber              | 4. dubna 2010      |
| 154          | 20        | Free Love                  | Volná láska                 | Jeffrey Hunt          | Elwood Reid a Denise Thé        | 11. dubna 2010     |
| 155          | 21        | Almost Paradise (Part 1)   | Skoro jako v ráji (1. část) | Alex Zakrzewski       | Christopher Silber a Adam Glass | 2. května 2010     |
| 156          | 22        | Shattered (Part 2)         | Rána (2. část)              | Jeannot Szwarc        | Greg Plageman a Elwood Reid     | 2. května 2010     |